# پرزیدنته فرانکو
پرزیدنته فرانکو (به اسپانیایی: Presidente Franco) شهری در کشور پاراگوئه، استان آلتو پارانا است که جمعیت آن در سرشماری سال ۲۰۰۸  میلادی ۴۷٫۲۴۶ نفر بوده‌است.